# Wolf Oeser
Wolfgang „Wolf“ Oeser (* 18. Juni 1938 in Prag; † 14. Februar 2024 in Salzburg) war ein deutscher Schauspieler bei Bühne und Fernsehen.

## Leben und Wirken
Oeser besuchte in Wien das Max Reinhardt Seminar und gab seinen Bühneneinstand 1958 in Bregenz. Im Jahr darauf wechselte er nach Innsbruck, danach spielte der gebürtige Prager an Bühnen in Linz, Graz und München. Von 1974 bis 1998 war er im festen Engagement am Landestheater Salzburg mit Rollen wie Amphitryon und „Der ideale Gatte“. Nebenbei arbeitete er für den Rundfunk (Radio Salzburg) als Rezensent und Redakteur der Sendereihe „Buchreport“. Er hat einen ausgesprochenen Hang zur Bibliomanie. Seine Privatbibliothek umfasst mehr als 4.000 Bände. Zwischen 1967 und 1982 wirkte Wolf Oeser auch in dem einen oder anderen Fernsehfilm mit, ohne dort allerdings größere Spuren zu hinterlassen.

## Tod
Wolf Oeser verstarb am 14. Februar 2024 wenige Tage nach einem Sturz in seiner Wohnung an den Folgen einer massiven Gehirnblutung. Auf Wunsch seiner Frau wurde er eingeäschert und seine Urne wurde inmitten seiner geliebten 4.000 Bücher platziert.

## Filmografie
Fernsehfilme- und Serien
- 1967: Der Tod des Iwan Iljitsch
- 1969: Das Trauerspiel von Julius Caesar
- 1969: Ende eines Leichtgewichts
- 1969: Wie eine Träne im Ozean
- 1970: Die Perle – Aus dem Tagebuch einer Hausgehilfin (Fernsehserie, Folge Die Spiegelaffäre)
- 1970: Besuch gegen zehn
- 1971: Von Liebe keine Rede
- 1971: Merkwürdige Geschichten (Fernsehserie, Folge Drei Stunden meines Lebens)
- 1971: Gestern gelesen (Fernsehserie, Folge Strafe verbüßt)
- 1974: Der Kommissar (Fernsehserie, Folge Drei Brüder)
- 1981: Billy (brit. Fernsehserie, Folge S2/E7)